# Alfonso Rubio
Alfonso Rubio, auch bekannt unter den Spitznamen Poncho bzw. Ponchillo, ist ein ehemaliger mexikanischer Fußballspieler, der vorwiegend im Mittelfeld agierte.

## Laufbahn
Rubio begann seine Profikarriere in der Saison 1978/79 beim Hauptstadtverein UNAM Pumas, mit dem er in der Saison 1980/81 die mexikanische Fußballmeisterschaft gewann.
Anschließend spielte Rubio noch für Ángeles de Puebla und UAT Correcaminos. Nach seiner aktiven Laufbahn arbeitete Rubio fünf Jahre als Trainer diverser Mannschaften in der Segunda und Tercera División.

## Erfolge
- Mexikanischer Meister: 1980/81